# Armadillidium frontemarginatum
Armadillidium frontemarginatum is een pissebed uit de familie Armadillidiidae. De wetenschappelijke naam van de soort is voor het eerst geldig gepubliceerd in 1936 door Strouhal.